# Guiglo flygplats
Guiglo flygplats är en flygplats vid staden Guiglo i Elfenbenskusten. Den ligger i distriktet Montagnes och regionen Cavally, i den sydvästra delen av landet, 250 km väster om huvudstaden Yamoussoukro. Guiglo flygplats ligger 220 meter över havet. IATA-koden är GGO och ICAO-koden DIGL.